# Kimmernaq Kjeldsen
Kimmernaq Kjeldsen [ˈkiˌmːɜnːɑq ˈkɛlsn̩] (* 12. Februar 1980 in Aasiaat) ist eine grönländische Sängerin und Schauspielerin.

## Leben
Kimmernaq Kjeldsen ist die Tochter des Dänen Jens Erik Kjeldsen und seiner grönländischen Frau Dorthe Hegelund. Ihre Eltern sind in Grönland für ihre Weltumsegelungen bekannt. Sie wuchs in ihrer Geburtsstadt Aasiaat auf. Dort schloss sie 2000 das Gymnasium ab und zog daraufhin nach Nuuk, wo sie als Stewardess arbeitete. Nach drei Jahren zog sie nach Dänemark, um an der Universität Roskilde zu studieren. Nach einigen Monaten brach sie das Studium ab und begann stattdessen eine Ausbildung zur Goldschmiedin und arbeitete nebenher wieder als Stewardess.
In dieser Zeit wurde sie von ihrer Freundin, der Sängerin Pilu Lynge gefragt, ob sie an ihrem neuen Album mitwirken wollte. 2006 erschien somit das Album Tunissut („Geschenk“), das ein großer Erfolg wurde. Als KNR 2006 erstmals die KNR Music Awards verteilte, erhielt Kimmernaq von den Zuschauern die Auszeichnungen Veröffentlichung des Jahres, Musiker des Jahres und Newcomer des Jahres, womit sie drei von fünf Preisen gewann. Sie ging anschließend auf Tournee in Grönland, wobei sie sich eine eigene Band zusammenstellte, die aus Hans Rosenberg (Schlagzeug), Jens Simonsen (Bass), Jes Berthelsen (E-Gitarre) und Stefan Johansson (Gitarre) bestand. Später nutzte sie hingegen die Liveband DiscoBay Blues. 2008 zog sie wieder dauerhaft nach Grönland und arbeitete weiter als Stewardess. 2009 gab sie gemeinsam mit Julie Berthelsen und Nina Kreutzmann Jørgensen eine CD mit Coverversionen alter grönländischer Frauenlieder heraus. 2010 wurde sie in den Kulturrat der Kommuneqarfik Sermersooq berufen.
2012 war sie Sängerin im Musical Qullissara, das die zwangsentvölkerte Stadt Qullissat behandelt, die auch für ihre Musikszene bekannt war. Die Vorstellungstournee und die veröffentlichten Coverversionen von alten Klassikern aus Qullissat waren ein großer Erfolg.
2013 veröffentlichte sie ihr zweites Album Uani („Hier“), das von Nanook komponiert und getextet wurde. Ihre Texte sind vor allem von Nationalromantik geprägt und behandeln die grönländische Natur und alte Kultur. Als musikalische Vorbilder gibt sie unter anderem Ole Kristiansen, Radiohead, Pearl Jam, Kent, Kashmir, Mew, Massive Attack, Austra, The Knife, Trentemøller und Portishead mit Beth Gibbons an.
2014 spielte sie die Hauptrolle in Pipaluk K. Jørgensens Musical Pioneer, das in Grönland und Island aufgeführt wurde und die grönländische Sagenkultur behandelt. Im selben Jahr begann sie eine Schauspielausbildung am Grönländischen Nationaltheater. 2018 war sie Teil der Vorstellungen Akunnerit („Stunden“) und Juulimaaq – Nannullu Anersaava („Der Weihnachtsmann und der Geist des Eisbären“).
2020 veröffentlichte sie gemeinsam mit Frederik Elsner, Josef Tarrak-Petrussen und Angajo Lennert-Sandgreen ein Musikvideo, das Kinder anlässlich der COVID-19-Pandemie zum Händewaschen auffordern sollte. Im selben Jahr war sie im Theaterstück Anaana A/S zu sehen, der grönländischen Version von Diana Raznovichs Casa Matriz.
2020 spielte sie eine Rolle in der Fernsehserie Thin Ice. 2022 hatte sie zudem eine kleine Rolle in der historischen Serie Historien om Grønland og Danmark inne.

## Diskografie
- 2006: Tunissut (mit Pilu Lynge)
- 2013: Uani

## Filmografie
- 2020: Thin Ice
- 2022: Historien om Grønland og Danmark